# Epigastrična kila
Epigastrična kila (lat. Hernia epigastrica) javlja se u epigastriju. Češće su kod male djece iako se javljaju i kod odraslih. Javljaju se u središnjoj liniji između pupka i grudne kosti u području bijele linije (linea alba). Na tom se mjestu ukrštavaju aponeurotične niti ravnog trbušnog mišića (musculus rectus abdominis). Manji defekti u aponeurotičnom vezivnom tkivu mjesta su na kojima nastaje jedna ili više kila. Kod pretilih ljudi te se kile ne vide, ali se mogu napipati kao tvrde kuglice ispod masnog tkiva.  
Najčešće sadrži trbušnu maramicu (omentum), a rijetko crijeva. Vrlo se rijetko uklješti što može biti razlog za hitnu operaciju ako se u kilnoj vrećici nalaze crijeva. Može doći do zapetljaja crijeva (ileus) zbog opstrukcije lumena crijeva ili do gangrene crijeva zbog vaskularne kompromitacije u gorem slučaju. 

## Dijagnostika epigatrične kile
Ta se kila najčešće dijagnosticira fizikalnim pregledom, a ponekad i UZ pregledom. 

## Tretman epigatrične kile
Obično se radi o malim kilama koje često ne zahtijevaju aktivan kirurški tretman. Mala se djeca operiraju tek kada porastu zbog operativnog rizika koji je veću u dojenčadi. Terapija je operativna i obično traje kraće od pola sata. Komplikacije su rijetke i često se kile operiraju iz kozmetičkih razloga. Obično se ne koriste mrežice zbog malih dimenzija kile.
Prije operacije napravi se preoperativna priprema, osnovni laboratorijski nalazi, pregled pulmologa i internista te pregled anesteziologa koji donosi odluku o operativnom riziku i mogućim metodama anestezije. Obično se koriste općom anestezijom. Operativni zahvat podrazumijeva šivanje oslabljenog tkiva i/ili ugradnju polipropilenske mrežice (polimer propilen).

## Postoperativni tok
Postoperativno pacijenti trebaju izbjegavati tjelesno naprezanje dokle god traje stvaranje ožiljka i cijeljenje tkiva. Nakon par mjeseci pacijent može raditi sve normalne životne aktivnosti. Trebaju se izbjegavati ekstremni tjelesni napori.

## Recidivi
Recidiv označava povratak neke bolesti. Recidivi epigastrične kile rijetki su.

## Također pogledajte
- Hernia inguinalis
- Hernia umbilicalis
- Hernia incisionalis (kila nakon operativnog reza)
- Hernia epigastrica
- Hernia lumbalis
- Hernia hiatalis

## Vanjske poveznice za MKB10
- Službena stranica WHO za MKB
- Online šifranik MKB-10 klasifikacija  Arhivirana inačica izvorne stranice od 5. kolovoza 2009. (Wayback Machine)

|  | Molimo pročitajte upozorenje o korištenju medicinskih informacija. Ne provodite liječenje bez savjetovanja s liječnikom! |